# Dorothé Évora
Dorothé Évora (* 28. Mai 1991) ist eine portugiesische Leichtathletin, die sich auf den 400-Meter-Lauf spezialisiert hat.

## Sportliche Laufbahn
Erste internationale Erfahrungen sammelte Dorothé Évora im Jahr 2011, als sie bei den Leichtathletik-U23-Europameisterschaften in Ostrava in 3:37,28 min den sechsten Platz mit der portugiesischen 4-mal-400-Meter-Staffel belegte. 2014 nahm sie mit der Staffel an den Europameisterschaften in Zürich teil, verpasste dort aber mit 3:35,41 min den Finaleinzug. Auch bei den Leichtathletik-Europameisterschaften 2016 in Amsterdam reichten 3:32,48 min nicht für einen Finaleinzug. 2018 schied sie bei den Hallenweltmeisterschaften in Birmingham mit neuem Landesrekord von 3:35,43 min in der Vorrunde aus und auch bei den Europameisterschaften im August in Berlin kam sie mit 3:33,35 min nicht über die erste Runde mit der Staffel hinaus. Anschließend siegte sie jedoch in 3:36,49 min bei den Ibero-Amerikanischen Meisterschaften in Trujillo. Bei den World Athletics Relays 2021 im polnischen Chorzów belegte sie in 3:51,69 min gemeinsam mit João Coelho den fünften Platz in der 2 × 2 × 400 m Staffel.

## Persönliche Bestzeiten
- 400 Meter: 53,54 s, 29. Juli 2018 in Schifflange
  - 400 Meter (Halle): 54,11 s, 19. Februar 2011 in Sabadell